# Hanna Deinhard
Hanna Deinhard (geboren als Johanna Levy 28. September 1912 in Osnabrück; gestorben 14. Juli 1984 in Basel) war eine deutsch-brasilianisch-US-amerikanische Kunsthistorikerin.

## Leben
Johanna (Hanna) Levy war das zweite Kind von Leo und Zilla Levy, ihr Vater war Teilhaber der R. Overmeyer Mechanische Kleider-Wäsche-Fabrik. Sie besuchte in Osnabrück das Oberlyzeum für höhere Töchter und studierte ab 1932 Kunstgeschichte, Philosophie und Germanistik in München. 
Am 30. Dezember 1930 wurde ein Leserbrief in dem völkisch-antisemitischen Wochenblatt Stadtwächter gegen sie und das Oberlyzeum veröffentlicht. Der Autor des Leserbriefs nahm Anstoß an der 
Unvereinbarkeit eines von einer Jüdin geschriebenen Weihnachtsgedichtes und stellte die Zustände der Schule infrage. 
Die Zeitung Stadtwächter wurde vom Heilpraktiker Heinrich Schierbaum in Osnabrück verlegt und verbreitete antisemitische Propaganda in der Stadt und dem Umland.
Nach der Machtergreifung 1933 reiste sie mit einer Studentenreise nach Paris und, da sie wegen der Judendiskriminierung ihr Studium in Deutschland nicht fortsetzen durfte, schrieb sich an der Sorbonne ein. Sie hatte eine Liebesbeziehung zum wesentlich älteren Cellisten Fritz Deinhard, der mit ihr emigrierte. Levy wurde 1936 mit der Dissertation Henri Wölfflin. Sa théorie. Ses prédécesseurs bei Charles Lalo und Henri Focillon promoviert. 1937 hielt sie auf dem 2. Internationalen Kongress für Ästhetik und Kunstwissenschaft in Paris einen Vortrag über die Notwendigkeit einer Kunstsoziologie.
Levy wanderte 1937 mit ihrem Lebenspartner nach Brasilien aus und lernte schnell Portugiesisch. Sie holte 1938 auch ihre Eltern nach Brasilien, die nach Petrópolis zogen. Levy erhielt in Rio de Janeiro einen Lehrauftrag am Serviço do Patrimônio Histórico e Artístico Nacional (SPHAN), um Staatsbeamte in allgemeiner Kunstgeschichte auszubilden, und publizierte Artikel in der Zeitschrift der Einrichtung. Sie schlug sich mit weiteren Lehraufträgen durch, so 1946 als Professorin für moderne Kunst und Kunstkritik bei der Fundação Getulio Vargas. Sie veröffentlichte in brasilianischen Zeitschriften, Tageszeitungen und Ausstellungskatalogen Beiträge zu Themen der zeitgenössischen brasilianischen Kunst. Sie freundete sich mit der Künstlerin Fayga Ostrower an.
Im Januar 1948 übersiedelten sie in die USA, wo sie ihre Beziehung legalisierten. Hanna Deinhard erhielt 1948 eine Stelle als Lecturer an der New School for Social Research in New York. Mit Führungen in New Yorker Museen besserte sie ihr mageres Gehalt auf.
1956 zogen sie nach Israel, wo sie Hebräisch lernte, Kurse gab und publizierte. Da Fritz Deinhard alsbald starb, kehrte sie 1957 nach New York an die New School zurück. Ab 1961 bis 1965 lehrte sie zusätzlich als Associate Professor am Bard College und hatte von 1965 bis zu ihrer Emeritierung 1978 Lehraufträge und ab 1973 eine Professur am Queens College in New York.
Der Schwerpunkt ihrer Lehrtätigkeit lag auf der europäischen Kunstgeschichte von der Mitte des 18. bis zu Beginn des 20. Jahrhunderts. Ihr Buch „Bedeutung und Ausdruck. Zur Soziologie der Malerei“ mit zwei kunstsoziologischen Essays erschien 1967. In Deutschland, der Schweiz und Schweden beteiligte sie sich an Debatten über aktuelle Kunst und hielt Vorträge. Nachdem 1970 die englische Übersetzung von „Bedeutung und Ausdruck“ erschienen war, wurde sie zu Beiträgen in nordamerikanischen Fachzeitschriften aufgefordert und wurde in den USA als Referentin zu Tagungen eingeladen. 1978 zog sie um nach Basel und gab dort noch Kurse in der Volkshochschule.
Seit dem Jahr 2021 verleiht das Kunsthistorische Seminar der Universität Basel in Erinnerung an die Forscherin einmal jährlich den Hanna Levy-Deinhard Preis für besonders herausragende Abschlussarbeiten.

## Schriften (Auswahl)
Als Hanna Levy

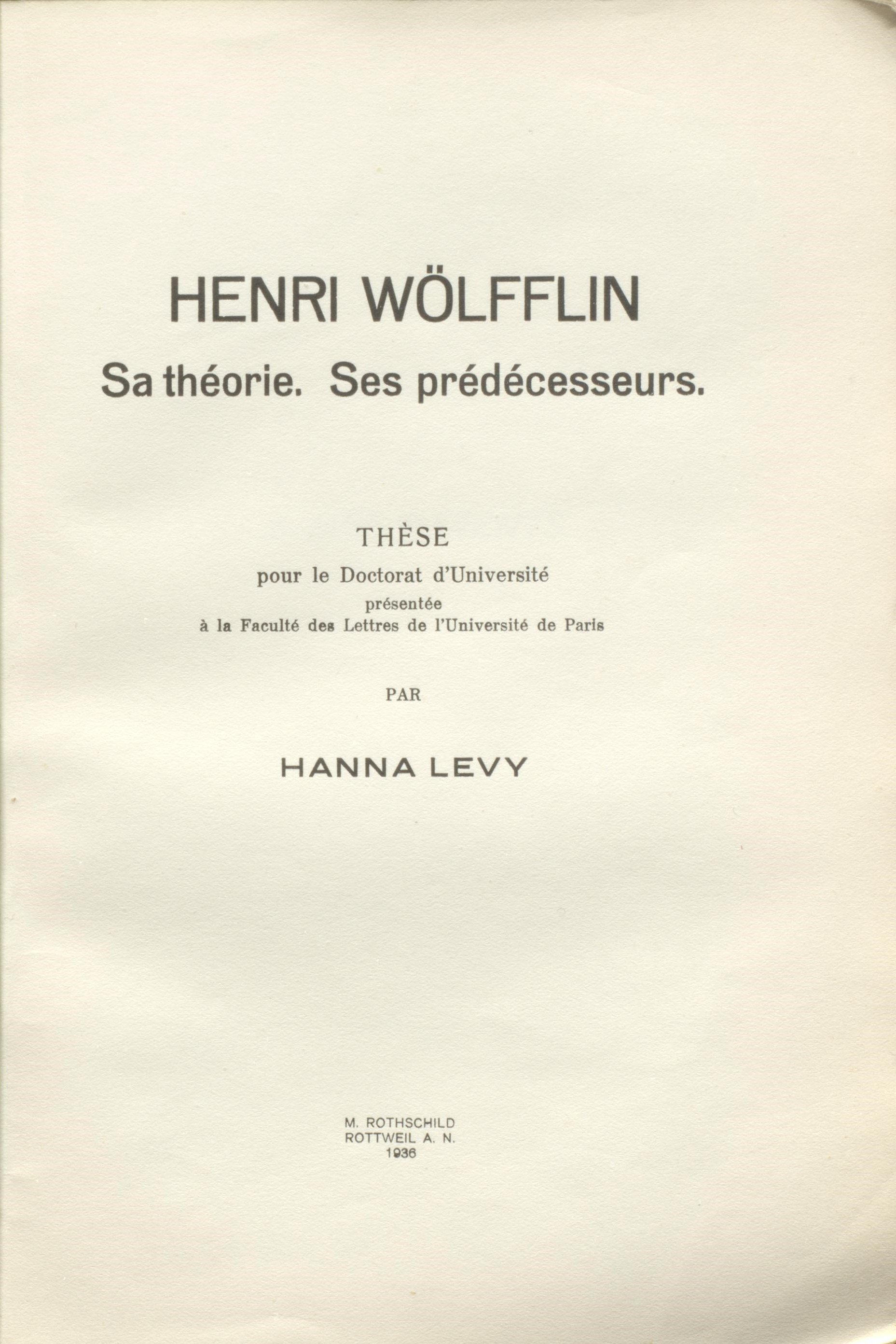
Dissertation in Paris, gedruckt 1936 in Rottweil

- Henri Wölfflin. Sa théorie. Ses prédécesseurs. M. Rothschild, Rottweil 1936.
- Sur la nécessité d’une sociologie de l’art. In: Actes du Deuxième Congrès International d’Esthetique et de Science de l’Art. Alcan, Paris 1937, S. 342–345.
- A propósito de três teorias sobre o barocco. In: Revista do Serviço do Patrimônio Histórico e Artístico Nacional. Band 5, Rio de Janeiro 1941, S. 259–284 (Digitalisat; PDF).
- A pintura colonial no Rio de Janeiro. In: Revista do Serviço do Patrimônio Histórico e Artístico Nacional. Band 6, 1942, S. 7–79 (Digitalisat; PDF).
- Modelos Europeos na Pintura Colonial. In: Revista do Serviço do Patrimônio Histórico e Artístico Nacional. Band 8, 1944, S. 7–66 (Digitalisat; PDF).
- Retratos coloniais. In: Revista do Serviço do Patrimônio Histórico e Artístico Nacional. Band 9, 1945, S. 251–290 (Digitalisat; PDF).

Als Hanna Deinhard
- Bedeutung und Ausdruck. Zur Soziologie der Malerei. Luchterhand, Neuwied 1967.
  - Meaning and Expression: Toward a Sociology of Art. Beacon Press, Boston [Mass.] 1970, ISBN 978-0-8070-6664-5.
- Zur modernen Geschichtsmalerei. In: Die neue Rundschau. Heft 2, 1967, S. 298–306.
- Twentieth-Century Cities and Their Discontents. In: The Journal of Aesthetic Education. Band 8/2, 1974, S. 91–96.
- Reflections on Art History and Sociology of Art. In: Art Journal. Band 35/1, 1975, S. 29–32.
- The Work of Art as a Primary Source. In: Gerd Wolandt (Hrsg.): Kunst und Kunstforschung. Beiträge zur Ästhetik. Bouvier, Bonn 1983, S. 89–96, ISBN 3-416-01749-8.